# Ballads (álbum de John Coltrane)
Ballads é um álbum de estúdio de jazz de John Coltrane Quartet. Foi lançado em 1962 pela Impulse! Records.
| Críticas profissionais                                                      | Críticas profissionais |
| Avaliações da crítica                                                       | Avaliações da crítica  |
| Fonte                                                                       | Avaliação              |
| --------------------------------------------------------------------------- | ---------------------- |
| Allmusic                                                                    | [ 1 ]                  |
| Esta tabela precisa de ser acompanhada por texto em prosa. Consulte o guia. |                        |

## Faixas
1. "Say It (Over and Over Again)" (Jimmy McHugh) — 4:18
  - Frank Loesser escreveu a letra dessa canção, mas esta gravação é instrumental.
2. "You Don't Know What Love Is" (Gene DePaul) — 5:15
  - Don Raye escreveu a letra dessa canção, mas esta gravação é instrumental.
3. "Too Young to Go Steady" (McHugh) — 4:23
  - Harold Adamson escreveu a letra dessa canção, mas esta gravação é instrumental.
4. "All or Nothing at All" (Arthur Altman) — 3:39
  - Jack Lawrence escreveu a letra dessa canção, mas esta gravação é instrumental.
5. "I Wish I Knew" (Harry Warren) — 4:54
  - Mack Gordon escreveu a letra dessa canção, mas esta gravação é instrumental.
6. "What's New?" (Bob Haggart) — 3:47
  - Johnny Burke escreveu a letra dessa canção, mas esta gravação é instrumental.
7. "It's Easy to Remember" (Richard Rodgers) — 2:49
  - Lorenz Hart escreveu a letra dessa canção, mas esta gravação é instrumental.
8. "Nancy (With the Laughing Face)" (Jimmy Van Heusen) — 3:10
  - Phil Silvers escreveu a letra dessa canção, mas esta gravação é instrumental.

## Músicos
- John Coltrane - saxofone soprano e saxofone tenor
- McCoy Tyner - piano
- Jimmy Garrison - baixo
- Elvin Jones - bateria
- Rudy Van Gelder - engenheiro de gravação
- Jim Marshall - fotografia